# Pseudocerastes
Pseudocerastes is een geslacht van slangen uit de familie van de adders (Viperidae) en de onderfamilie Viperinae.

## Naam en indeling
De wetenschappelijke naam van de groep werd voorgesteld door George Albert Boulenger in 1896. Er zijn drie soorten, inclusief de in 2006 beschreven Pseudocerastes urarachnoides. De slangen werden eerder aan andere geslachten toegekend, zoals Vipera, Cerastes en Daboia.
De geslachtsnaam Pseudocerastes betekent vrij vertaald 'lijkend op Cerastes' en slaat op de uiterlijke gelijkenis met de slangen uit het geslacht hoornadders (Cerastes).

## Verspreiding en habitat
De slangen komen voor in delen van westelijk Azië en het Midden-Oosten en leven in de landen Irak, Koeweit, Saoedi-Arabië, Iran, Afghanistan, Pakistan, Oman, Verenigde Arabische Emiraten, Syrië, Israël, Egypte en Jordanië. De habitat bestaat uit hete tropische en subtropische scrubland, rotsige omgevingen, woestijnen en draslanden. Ook in door de mens aangepaste streken zoals akkers kunnen de dieren worden aangetroffen.

## Beschermingsstatus
Door de internationale natuurbeschermingsorganisatie IUCN is aan alle soorten een beschermingsstatus toegewezen. Twee soorten worden beschouwd als 'veilig' (Least Concern of LC) en een soort als 'onzeker' (Data Deficient of DD).

## Soorten
Het geslacht omvat de volgende soorten, met de auteur en het verspreidingsgebied.
| Naam                         | Auteur                                      | Verspreidingsgebied                                                                                  | Beschermingsstatus |
| ---------------------------- | ------------------------------------------- | --- | ------------------ |
| Pseudocerastes fieldi        | Schmidt, 1930                               | Israël, Egypte, Sinaï, Jordanië, Irak, Iran, Saoedi-Arabië, Syrië                                    |                    |
| Pseudocerastes persicus      | Duméril, Bibron & Duméril, 1854             | Irak, Koeweit, Saoedi-Arabië, Iran, Afghanistan, Pakistan, Oman, Verenigde Arabische Emiraten, Syrië |                    |
| Pseudocerastes urarachnoides | Bostanchi, Anderson, Kami & Papenfuss, 2006 | Iran, Irak                                                                                           |                    |